# 敌在本能寺
敌在本能寺（日语：／）是基于日本战国时代至安土桃山时代的武将明智光秀在本能寺之变时据称所说的话演变而来的惯用句。
明智光秀奉主君织田信长之命，从丹波龟山城出发，原本应前往备中支援与毛利家交战中的羽柴秀吉。然而，他宣称真正的敌人是正暂住在本能寺的织田信长，于是军队转向东进，直奔京都的本能寺。据传这句话是在此时说出的，但同时代的史料中并未留下光秀说过这句话的记录，后世认为这句话是后人虚构的。然而，作为明智光秀表明决心的经典场景，这句话经常出现在许多小说、电影、电视剧等虚构作品中。
由此引申为一个惯用句，表示真正的目的另有所图，还衍生出了「敌本主义」这一缩略语，用来形容隐藏真实目的的行动。

## 相关记载
- 据称成书于宽永18年（1641年）的林罗山《织田信长谱》中，记载大江山相关事件时提到：“光秀曰：敌在本能寺。于是众始知其有叛心”[2]。
- 元禄年间（1688年—1704年）编撰的军记物《明智军记》中记载，明智光秀称“敌在四条本能寺、二条城”。
- 文政9年（1826年）完成的赖山阳《日本外史》则记述，明智光秀在渡过桂川时说：「吾敌在本能寺矣」。正是由于赖山阳的这段记述，这句话才广为人知[3]。